# مقاطعة لينكن (كانساس)
مقاطعة لينكن (بالإنجليزية: Lincoln County)‏ هي إحدى المقاطعات في ولاية كانساس، الولايات المتحدة الأمريكية.